# Cellarinella stellaepolaris
Cellarinella stellaepolaris is een mosdiertjessoort uit de familie van de Sclerodomidae. De wetenschappelijke naam van de soort is voor het eerst geldig gepubliceerd in 2000 door Moyano & Ristedt.